# Mikalaj Mikalajevics Janus
Mikalaj Mikalajevics Janus (belaruszul: Мікалай Мікалаевіч Януш; Mikasevicsi, 1984. szeptember 9. –) fehérorosz válogatott labdarúgó, aki jelenleg a Sahcjor Szalihorszk játékosa.
2015. március 30-án debütált a fehérorosz labdarúgó-válogatottban a gaboni labdarúgó-válogatott elleni 0–0-s döntetlennel záruló felkészülési találkozón.

## Statisztika
2017. december 12-i állapotnak megfelelően.
| Válogatott       | Szezon   | Mérkőzés | Gól |
| ---------------- | -------- | -------- | --- |
| Fehéroroszország | 2015     | 1        | 0   |
| Fehéroroszország | 2016     | 3        | 0   |
| Összesen         | Összesen | 4        | 0   |

## Sikerei, díjai

### Klub
- Sahcjor Szalihorszk
  - Fehérorosz kupa: 2013–14

### Egyéni
- Fehérorosz bajnokság gólkirálya: 2014, 2015